# Плейнвью (город, Миннесота)
Плейнвью (англ. Plainview) — город в округе Уабаша, штат Миннесота, США. На площади 5,7 км² (5,7 км² — суша, водоёмов нет), согласно переписи 2002 года, проживают 3190 человек. Плотность населения составляет 560,8 чел./км².
- Телефонный код города — 507
- Почтовый индекс — 55964
- FIPS-код города — 27-51424[1]
- GNIS-идентификатор — 0649536[2]